# Noc księżycowa
Noc księżycowa – zbiór opowiadań i scenariuszy spektakli telewizyjnych Stanisława Lema. Po raz pierwszy wydany nakładem Wydawnictwa Literackiego w roku 1963.

## Spis utworów
- Pamiętnik
- Ze wspomnień Ijona Tichego – tragedia pralnicza (część V Ze wspomnień..., zawarta później w Dziennikach Gwiazdowych z 1966 i późniejszych)
- Odruch warunkowy (pierwodruk: „Młody Technik”, 1962; z cyklu Opowieści o pilocie Pirxie)
- Wierny robot – widowisko telewizyjne (humorystyczny skecz)
- Wyprawa profesora Tarantogi – widowisko w sześciu częściach
- Czarna komnata profesora Tarantogi – widowisko telewizyjne
- Dziwny gość profesora Tarantogi – widowisko telewizyjne

Mimo tytułu, zbiorek ten nie zawiera utworu Noc księżycowa, które zostało opublikowane w 1979 w zbiorze Powtórka.
W Powtórce znajduje się także kolejny utwór – słuchowisko radiowe, o podobnym do zawartych w Nocy... stylu, które nawiązuje do postaci profesora Tarantogi – znanego z Dzienników Gwiazdowych.

## Ekranizacje
- Wyprawa profesora Tarantogi, 1992 – spektakl telewizyjny w reżyserii Macieja Wojtyszki, w rolach głównych: Tadeusz Huk (Profesor Tarantoga) oraz Piotr Cyrwus (Magister Janusz Chybek)[1].
- Wierny robot, 1961 – spektakl telewizyjny w reżyserii Janusza Majewskiego[2].